# Bosnier
Bosnier är medborgare, eller personer med ursprung, från Bosnien och Hercegovina oavsett etnisk tillhörighet, ej att förväxla med den etniska gruppen bosniaker.
Begreppet "bosnier" betecknar nationellt och geografiskt ursprung och betyder att man är medborgare i Bosnien och Hercegovina. Alla bosniaker, serber och kroater från Bosnien och Hercegovina är antingen bosnier eller hercegovinier, beroende på ursprungsplats. För att förtydliga och särskilja deras geografiska ursprung med andra av samma etnicitet förekommer förteckningar som bosnienserber, bosnienkroater och bosniska muslimer. 
Bosnier är det germanska namnet på personer från Bosnien (det latinska namnet är bosniaque/bosniaco, vilket etymologiskt motsvaras av bosniak).[källa behövs]
De nutida bosniakerna är ättlingar till de medeltida bošnjani som huvudsakligen var anhängare av den bosniska kyrkan, vilken kan ha varit av bogomilisk karaktär. Själva kallade sig anhängarna i allmänhet krštjani, det vill säga kristna, eller dobri bošnjani som betyder goda bošnjani; beteckningen bogomiler användes sällan av dem själva.[källa behövs]
Bošnjaniernas trosuppfattning är fortfarande ett oavslutat forskningsområde. Några forskare menar att den låg närmare katolicismen än den bogomilska läran. Frågan är kontroversiell och ämnet är ännu föremål för diskussion. Klart står emellertid att såväl den katolska som den grekisk-ortodoxa kyrkan betraktade den bosniska kyrkan som kättersk och därför deltog i flera korståg mot det medeltida bošnjanifolket.[källa behövs]

## Galleri

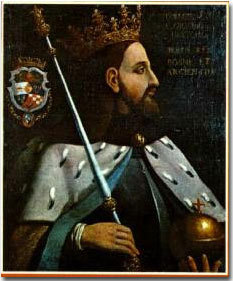
Stjepan Tomaš
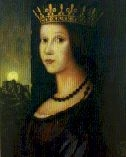
Katarina av Bosnien
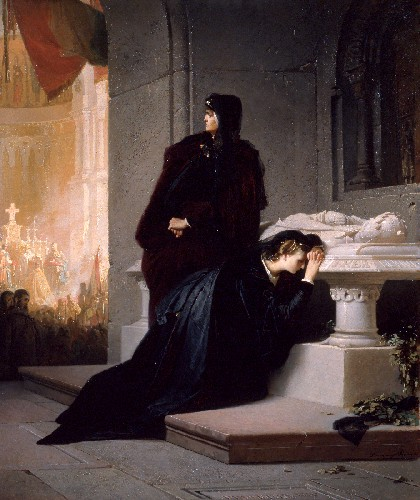
Elisabet av Bosnien
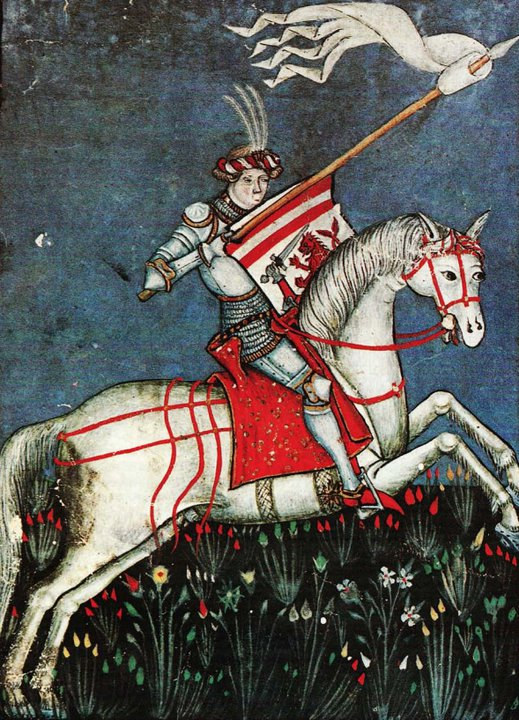
Hrvoje Vukčić
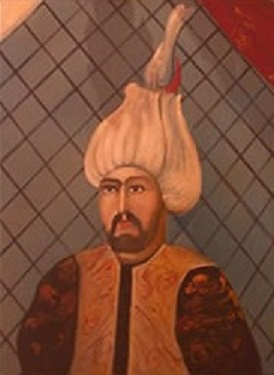
Sokolović
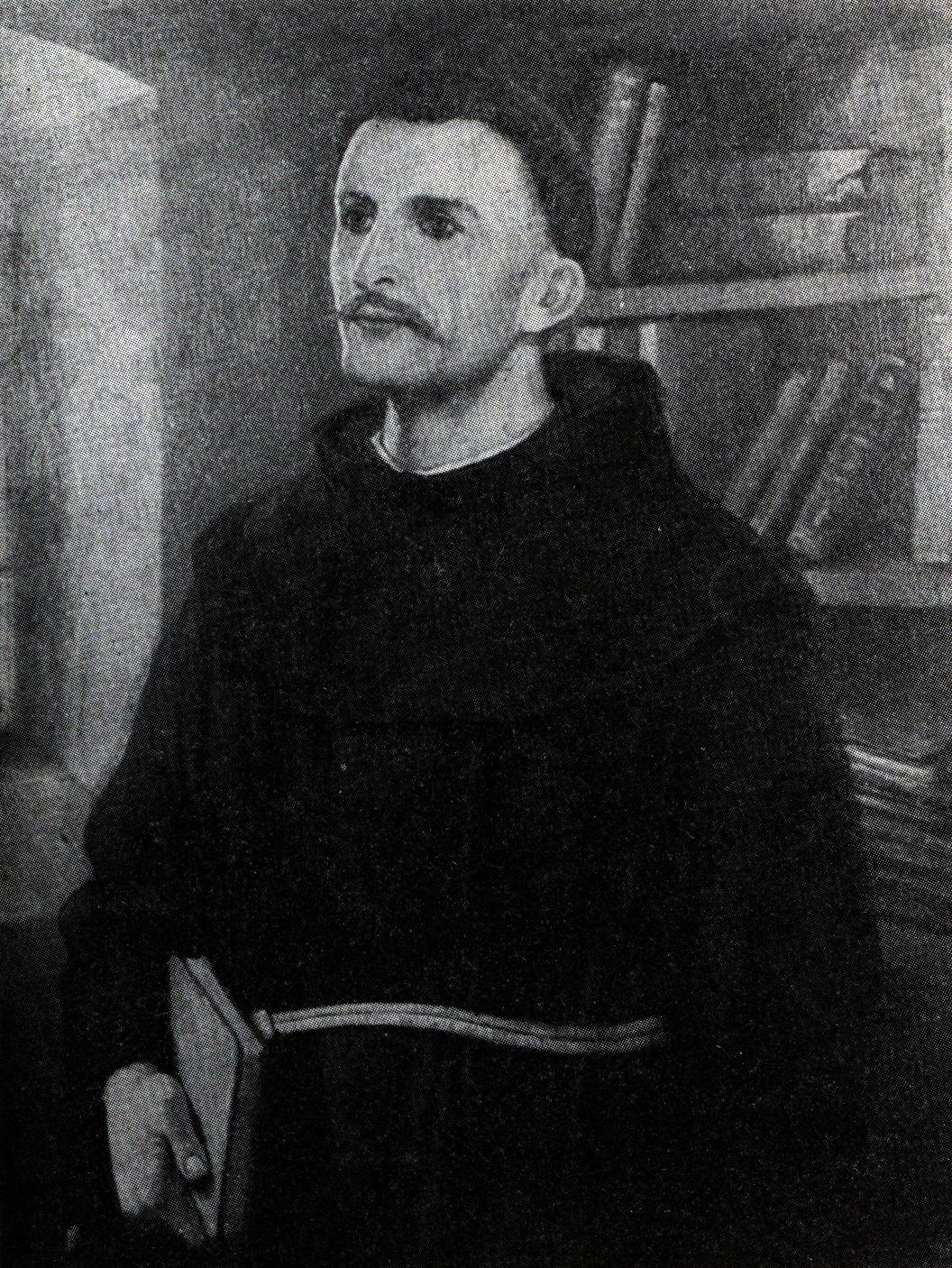
Ivan Franjo Jukić
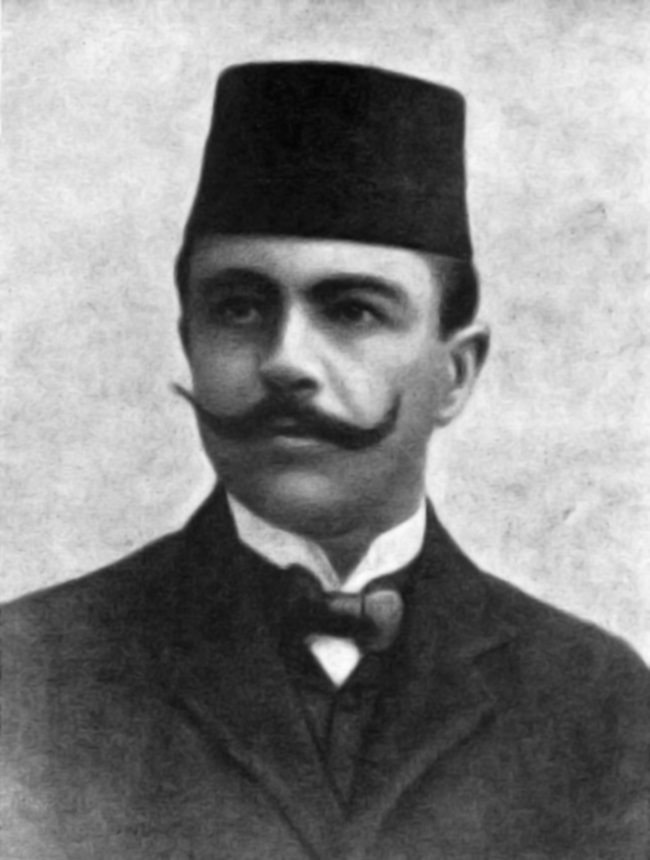
Bašagić
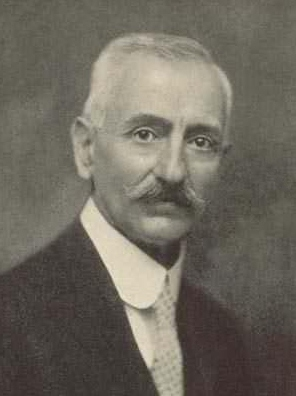
Šantić
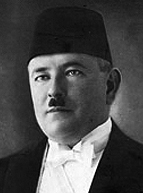
Spaho
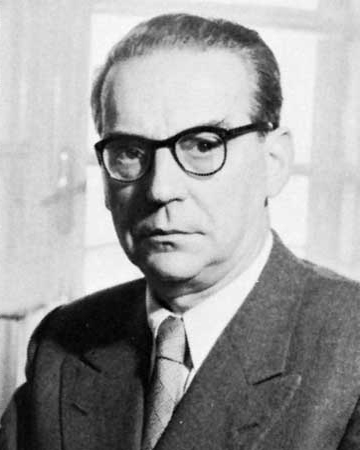
Andrić
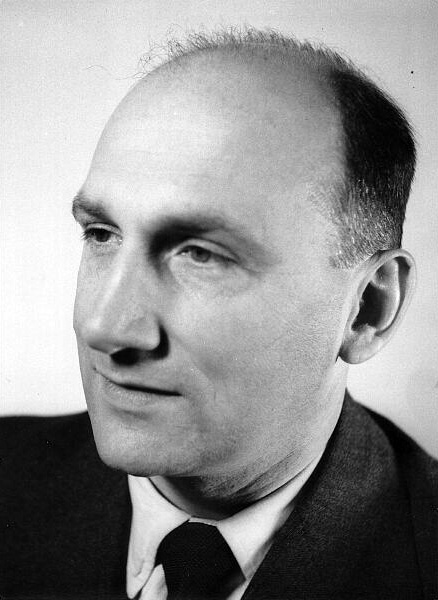
Prelog
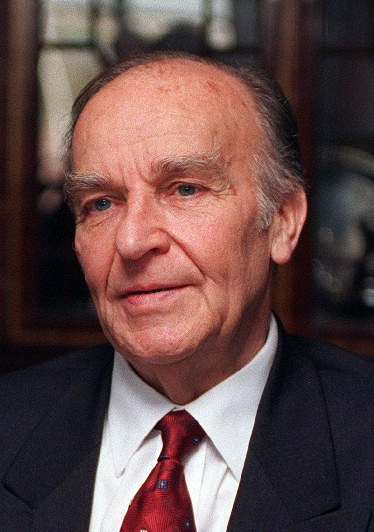
Izetbegović
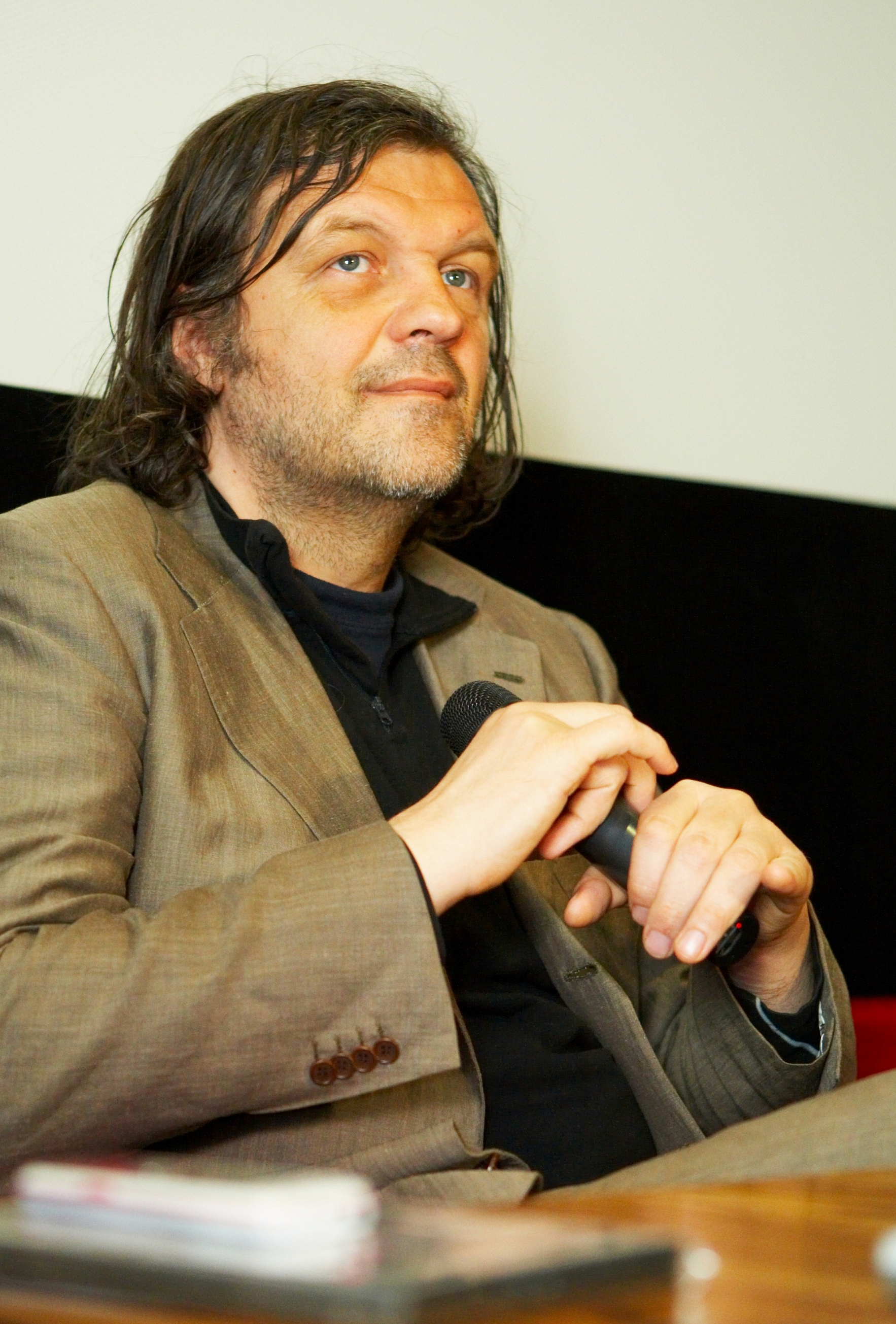
Kusturica
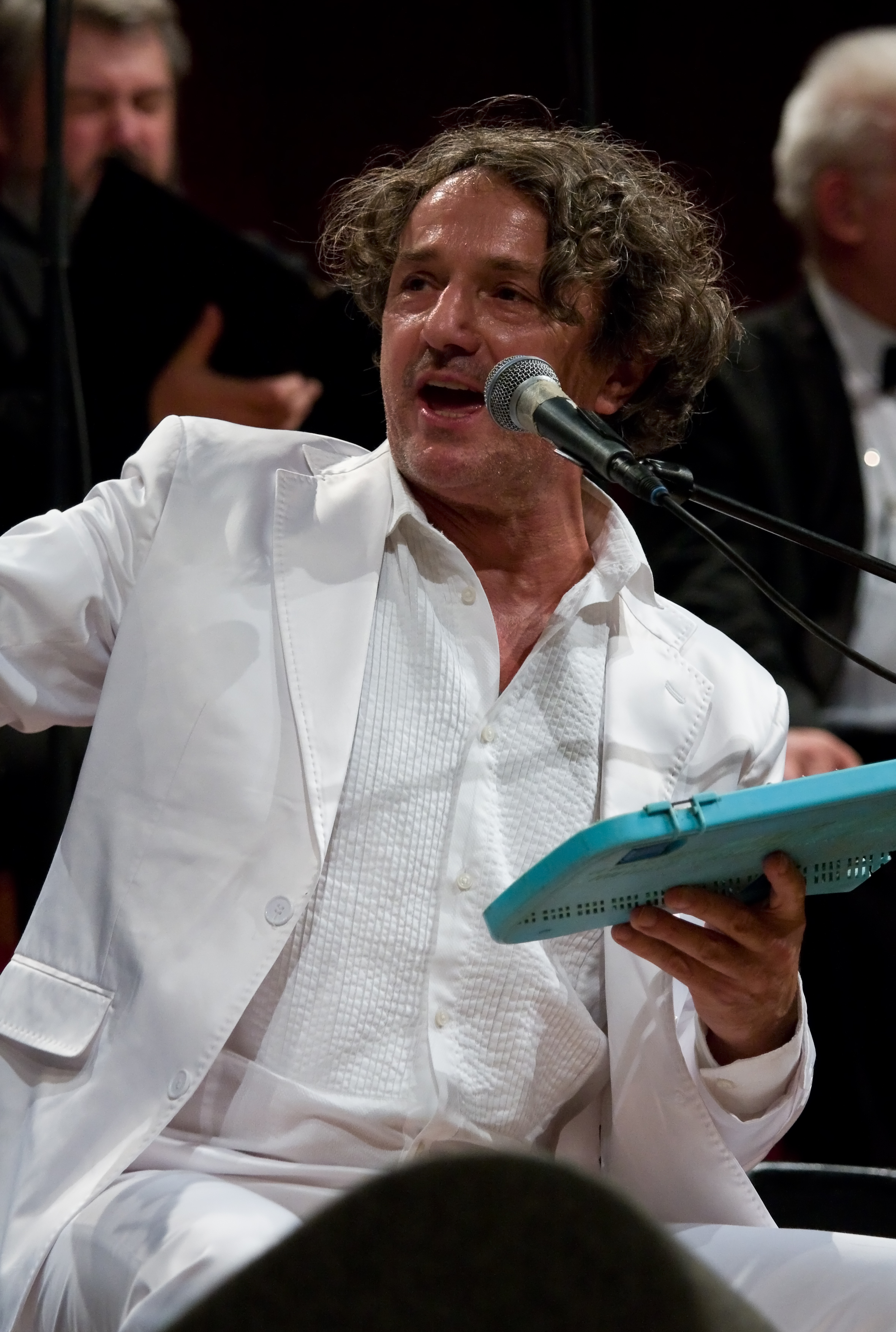
Bregović
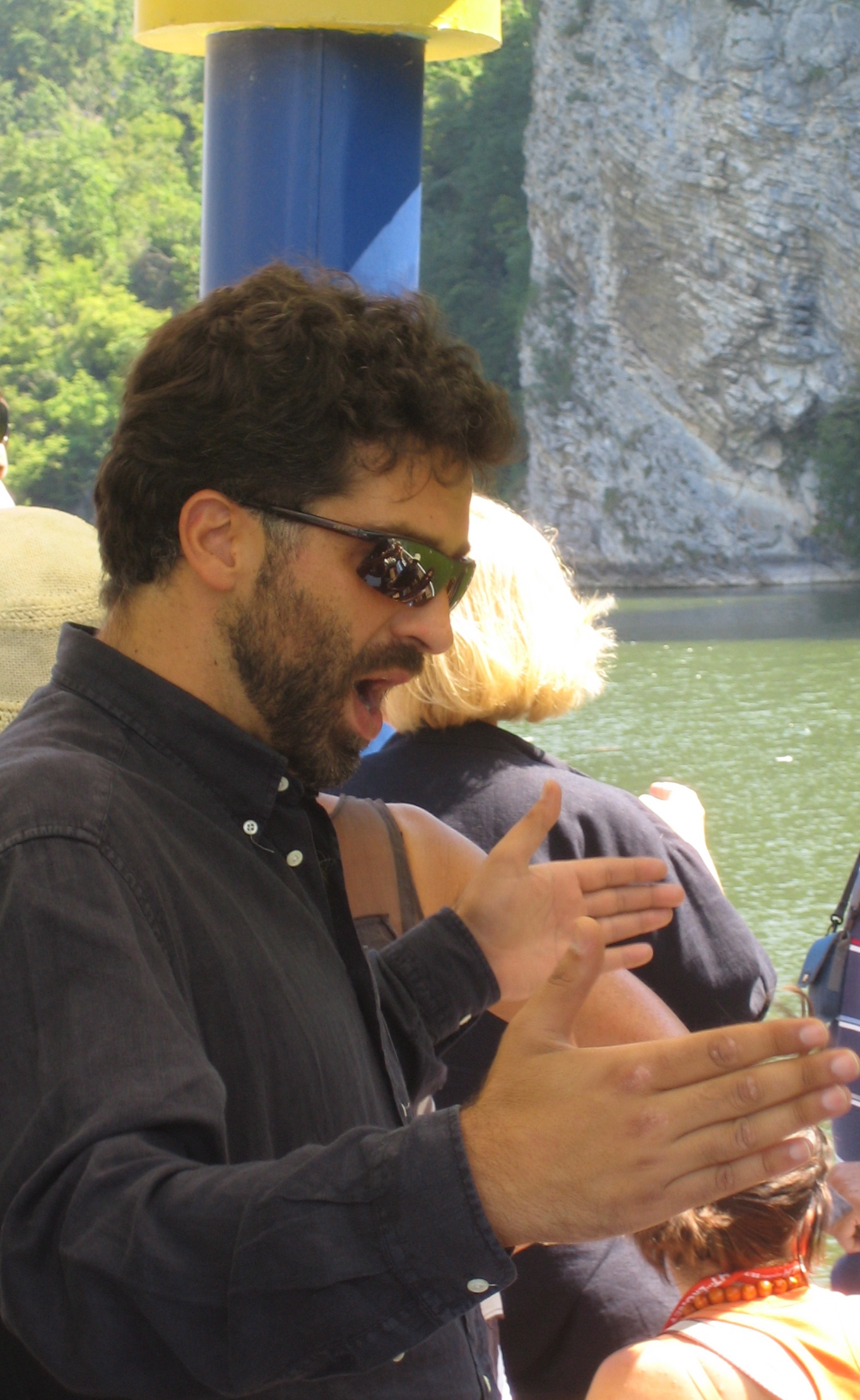
Tanović
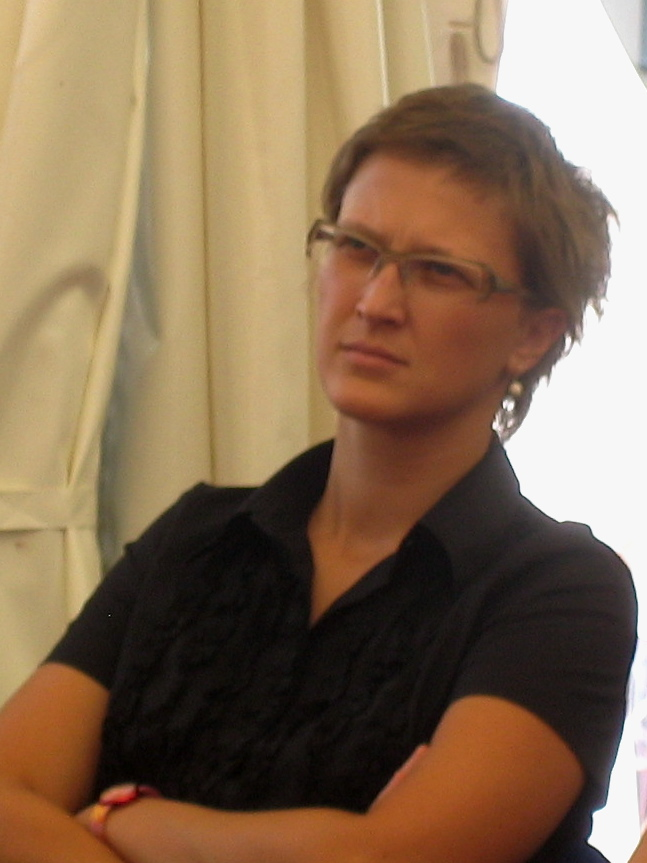
Žbanić